# Království Kanárských ostrovů
Království Kanárských ostrovů (španělsky Reino de las Islas Canarias) byl krátkodobý středověký stát na Kanárských ostrovech a vazal Koruny kastilské. Království existovalo v první polovině 15. století (pouze 44 let).
Ostrov El Hierro dobyl na počátku 15. století francouzský mořeplavec Jean de Béthencourt pro Kastilskou korunu, přičemž sesadil místní guančské náčelníky a získal titul krále Kanárských ostrovů, avšak uznával krále Jindřicha III. Kastilského, který mu poskytl pomoc během expedice, jako svého vládce. V té době žilo na ostrovech okolo 35 000 domorodých Guančů. Žili především na ostrovech Gran Canaria a Tenerife (30 000), La Palma (4 000) a El Hierro (1 000). Na zbylých hlavních ostrovech žilo jen pár stovek obyvatel.

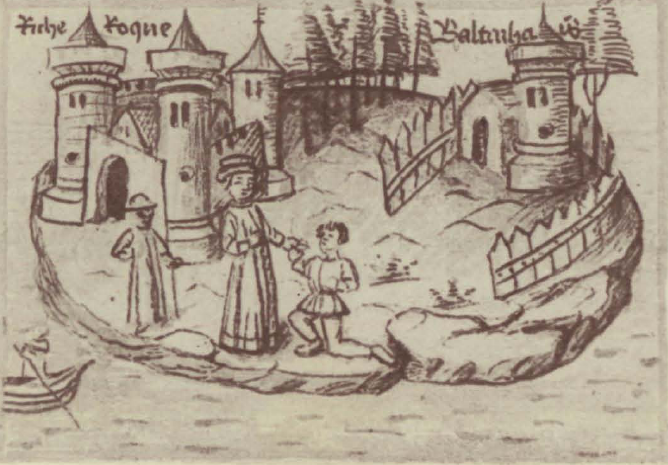
Miniatura zobrazující mořeplavce Jeana de Béthencourt na ostrově Fuerteventura

Jean de Béthencourt odkázal království svému synovci Maciotovi de Béthencourt. Nový král založil město Teguise jako nové hlavní město, ale jinak si počínal jako tyran a roku 1448 ostrovy prodal Portugalsku proti vůli Kastilie. Poté následovalo povstání, které trvalo až do roku 1459 a skončilo nuceným odchodem Portugalců.
V roce 1479 získali ostrovy na základě smlouvy s Portugalskem Španělé, a to výměnou za Azorské ostrovy, Kapverdy a Madeiru. Následoval boj s Guanči, ve kterém zvítězila španělská přesila, roku 1495 byly ostrovy již plně pod španělskou správou.